# كو كوغيما
كو كوغيما (باليابانية: 小島功؛ بالكانا: こじま こう) هو مانغاكا ياباني، ولد في 3 مارس 1928 في طوكيو في اليابان، وتوفي في 14 أبريل 2015.

## وصلات خارجية
- الموقع الرسمي
- كو كوغيما على موقع IMDb (الإنجليزية)